# 익산기세배보존회
익산기세배(益山旗歲拜)는 음력 정월 열 나흗날과 대보름날 대한민국 전북특별자치도 익산시 금마면 일대에서 그해의 풍년과 마을간 친목을 위해 행하는 성인남자놀이이다.
1972년 12월 2일 전북특별자치도의 민속문화재 제2호 익산기세배로 지정되었다가, 2000년 11월 24일 전북특별자치도의 무형문화재 제25호 익산기세배보존회로 재지정되었다.

## 개요
익산 기세배 놀이는 전북지방의 대표적인 민속놀이 가운데 하나이다. 기세배는 농경문화를 대표하는 놀이로서, 옛 마한과 백제시대부터 전해 내려오는 정월 대보름의 민속놀이이다. 금마 12개 마을이 한자리에 모여 농사의 신에게 풍년을 기원하고, 마을끼리의 협동심과 연대감을 조성시켜 주는데 이 놀이의 목적이 있다.
놀이의 구성 내용은 기제사· 영행 인솔· 당산굿· 기세배· 기놀이· 군무 등으로 되어 있다. 1995년부터는 익산기세배 보존회를 설립하여 이 놀이를 계승 발전에 노력하고 있다.

## 참고 문헌
- 익산기세배보존회 - 국가유산청 국가유산포털
- 익산기세배 - 한국민족대백과사전
- 익산기세배 - 한국민족문화대백과사전